# Jürgen Haase
Jürgen Haase (ur. 19 stycznia 1945 we Friedersdorfie, obecnie część Rückersdorfu) – niemiecki lekkoatleta reprezentujący NRD, specjalista biegów długodystansowych, dwukrotny mistrz Europy.
Zwyciężył w biegach na 1500 metrów i 3000 metrów podczas pierwszych europejskich igrzysk juniorów w 1964 w Warszawie. Od 1965 trenował według metody Arthura Lydiarda, która nie była jeszcze popularna w Europie.
Na mistrzostwach Europy w 1966 w Budapeszcie zwyciężył w biegu na 10 000 metrów, a w biegu na 5000 metrów zajął 11. miejsce. Na mistrzostwach tych, za namową swego kolegi z reprezentacji Jürgena Maya, który ofiarował mu 500 dolarów, wystąpił w biegu na 10 000 metrów nie w butach Adidasa, lecz Pumy. Wywołało to polityczny skandal, który zakończył się dożywotnią dyskwalifikacją Maya (uciekł w 1967 do RFN); Haase został ułaskawiony.
21 lipca 1968 w Leningradzie ustanowił rekord Europy na 10 000 metrów czasem 28:04,4. Wystąpił na igrzyskach olimpijskich w 1968 w Meksyku, gdzie zajął 15. miejsce w biegu na 10 000 m. Ponownie zwyciężył na tym dystansie na mistrzostwach Europy w 1969 w Atenach. Na kolejnych mistrzostwach Europy w 1971 w Helsinkach zdobył srebrny medal w tej konkurencji, przegrywając z Finem Juhą Väätäinenem.
W 1972 został przypadkowo zraniony w nogę kolcami podczas zawodów w Paryżu, co wywołało sepsę i uniemożliwiło mu start na igrzyskach olimpijskich w 1972 w Monachium. Wystąpił w biegu na 3000 metrów na halowych mistrzostwach Europy w 1973 w Rotterdamie, ale odpadł w eliminacjach.
Zwyciężył w biegu na 10 000 metrów i zajął 2. miejsce na 5000 metrów w finale Pucharu Europy w 1967 w Kijowie; ponownie zwyciężył na 10 000 m w finale Pucharu Europy w 1970 w Sztokholmie.
Jürgen Haase był mistrzem NRD w biegu na 5000 m w 1969 i wicemistrzem w 1972, mistrzem w biegu na 10 000 m w latach 1965, 1966, 1968, 1970, 1972 i 1973, a także mistrzem w biegu przełajowym (długi dystans) w latach 1967-1969 i 1972. Zdobył również halowe wicemistrzostwo NRD w biegu na 3000 metrów w 1965 i 1966 i brązowy medal w 1970.
Trzykrotnie poprawiał rekord NRD w biegu na 10 000 m do wyniku 27:53,36 (10 sierpnia 1971 w Helsinkach). Był również rekordzistą NRD w biegu na 15 kilometrów (43:45,2 21 kwietnia 1974 w Sachsenhausen, aktualny rekord Niemiec), w biegu na 20 kilometrów (58:56 w 1973) i w biegu godzinnym (20 393 m 6 maja 1973 w Dreźnie).
Rekordy życiowe:
- bieg na 1500 m – 3:29,1 (26 maja 1971, Lipsk)
- bieg na 3000 m (hala) – 7:52,8 (4 lutego 1973, Berlin)
- bieg na 5000 m – 13:29,4 (14 czerwca 1972, Berlin)
- bieg na 10 000 m – 27:53,36 (10 sierpnia 1971, Helsinki)

Po zakończeniu kariery był trenerem lekkoatletycznym.